# José Eusebio Barros Baeza
José Eusebio Barros Baeza (Santiago, 1810-ibídem, 1881) fue un político y abogado chileno.

## Biografía
Estudió en el Instituto Nacional, de donde se graduó de abogado en 1842. Trabajó de inmediato en la Intendencia de Santiago, luego pasó al Ministerio de Justicia, Culto e Instrucción Pública, como secretario (1846).
Seguidor de Manuel Montt, primero militó con los conservadores para luego pasar al Partido Nacional, por el cual fue elegido Diputado por Bulnes (1855-1858) y por Itata (1858-1861), integrando en estos períodos la Comisión permanente de Educación y Beneficencia.
Fue secretario de la Cámara de Diputados (1855-1856). Posteriormente fue miembro de la Legación chilena en Río de Janeiro (1863) y en Guatemala (1868). Ministro de la Corte de Apelaciones de Santiago en 1870.